# Església de São Pedro (Leiria)
L'església de Sâo Pedro o Capella de Sâo Pedro se situa prop del castell de Leiria, a la ciutat de Leiria, al districte del mateix nom, a Portugal.

## Història
L'església de Sâo Pedro comença a construir-se els darrers anys del segle xii, i s'esmenta per primera vegada en documents de 1200 relacionats amb una disputa entre el bisbe de Coïmbra i el Monestir de Santa Cruz sobre el domini eclesiàstic de la ciutat. Seria conclosa en les primeres dècades del s. XIII.
Leiria fou seu de bisbat el 1545, i per un curt període l'església de Sâo Pedro va servir com a catedral de la ciutat fins a la conclusió de l'actual Seu de Leiria, el 1574. El temple va servir d'església parroquial i patí algunes reformes als segles XVII i XVII. Al segle xix va arribar a ser utilitzat com a teatre, celler i fins i tot presó. El 1910 és designada Monument Nacional i el 1933 la restaura el DGEMN.

## Característiques
D'estil romànic, és l'única de les esglésies romàniques de Leiria que encara existeix. Tot i algunes alteracions i el desgast que va sofrir amb el temps, l'església encara té la façana i l'absis romàniques originàries. En general, Sâo Pedro de Leiria mostra influències de l'art romànic de Coïmbra i Lisboa, especialment del primer.
La façana principal té un portal dins un cos destacat (arrabà) típic de moltes esglésies portugueses medievals. La cornisa en la part superior del cos conté una sèrie de figures d'animals com en algunes esglésies de Coïmbra. El portal principal presenta arquivoltes d'arc de mig punt; la part més externa del portal és decorada amb un fris amb motius vegetals. Les arquivoltes contenen petites escultures molt erosionades, però molt ben executades. Aquests misteriosos personatges poden representar pecadors que busquen arribar a la part celestial del conjunt escultòric, en aquest cas el timpà, que malauradament es va perdre. Aquest tipus de decoració és poc comuna a Portugal però molt freqüent en l'art anglonormand, i revela la possible influència de comunitats de britànics establertes a la zona després de la conquesta de Lisboa, el 1147.
L'interior, que ha patit moltes reformes al llarg del temps, és simple i sobri. La capçalera conté una absis i dues absidioles, totes cobertes amb voltes. Tot i la capçalera tripartida, la nau és única, la qual cosa és molt inusual a Portugal.

## Galeria d'imatges

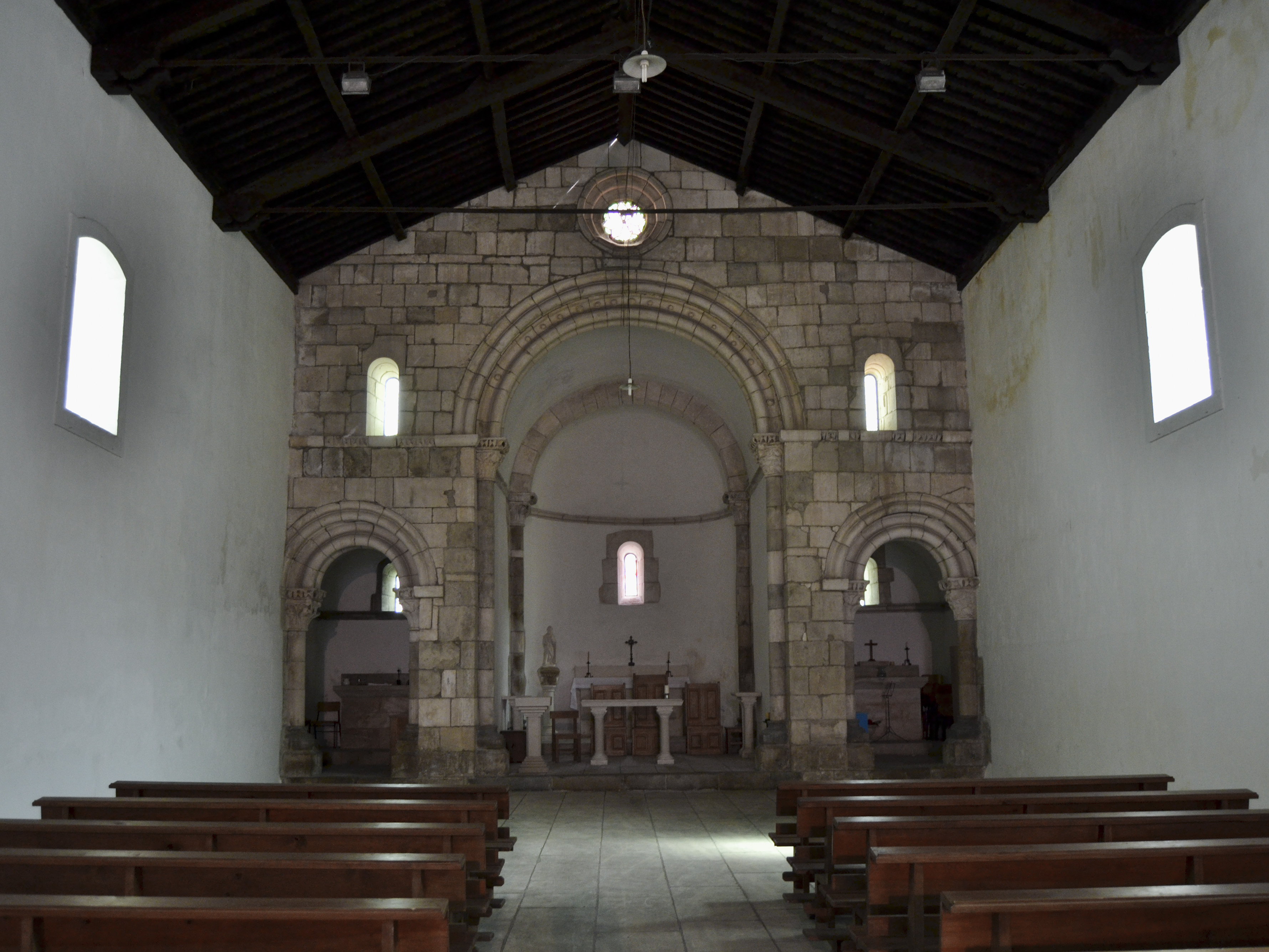
Vista interior
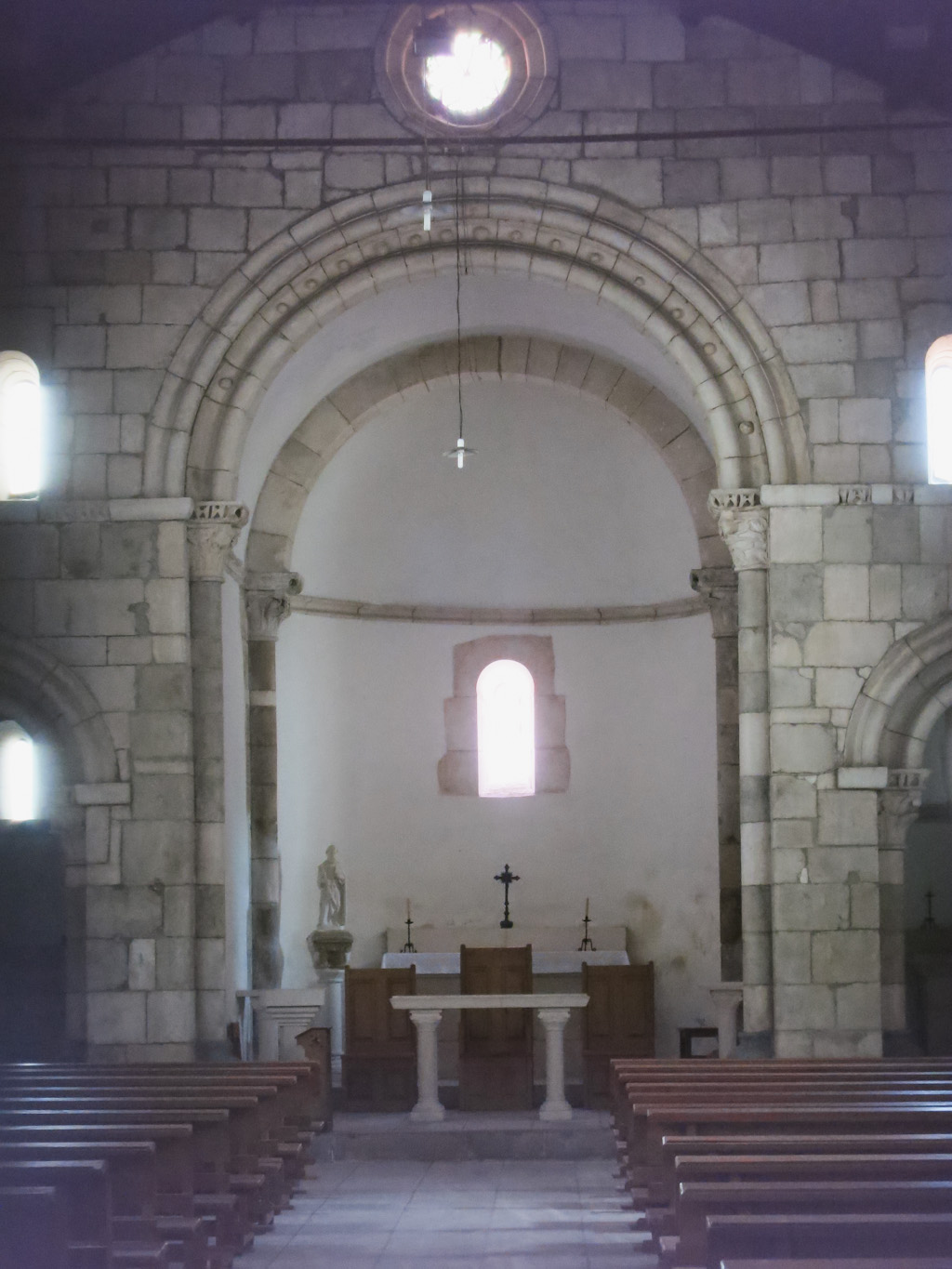
Vista interior
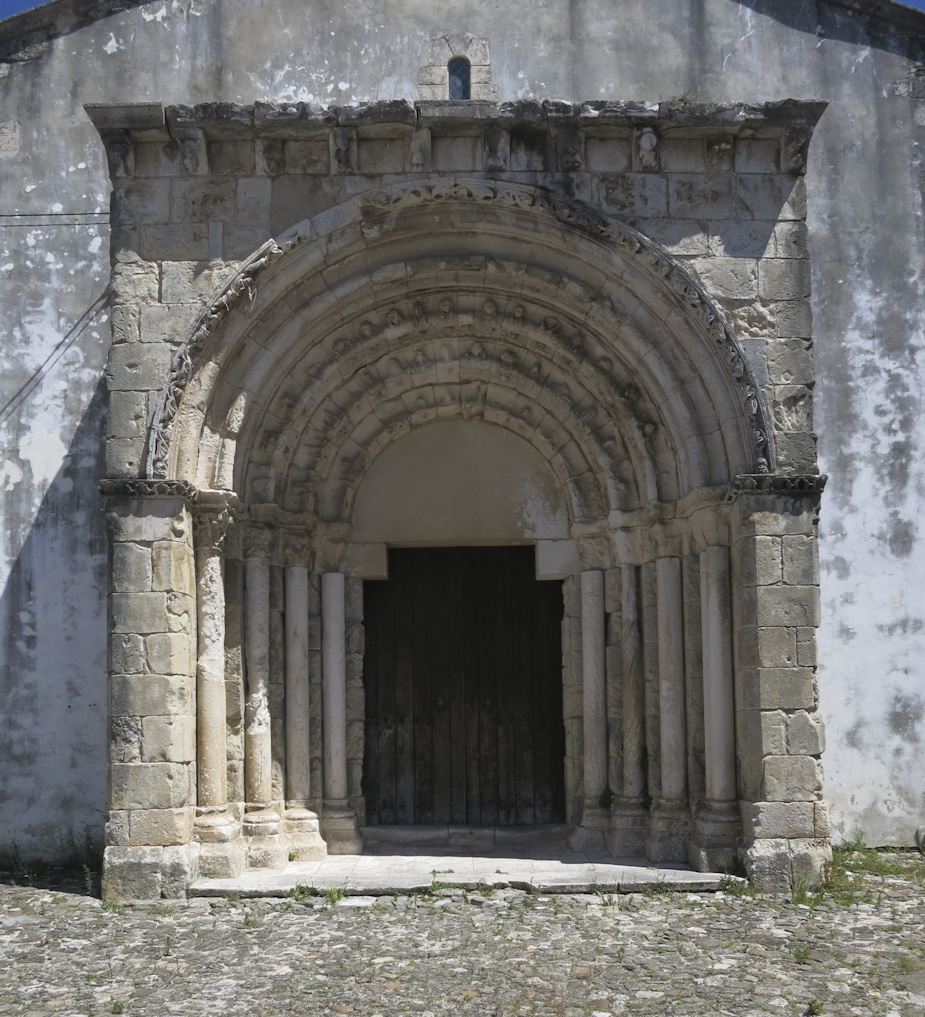
Portal
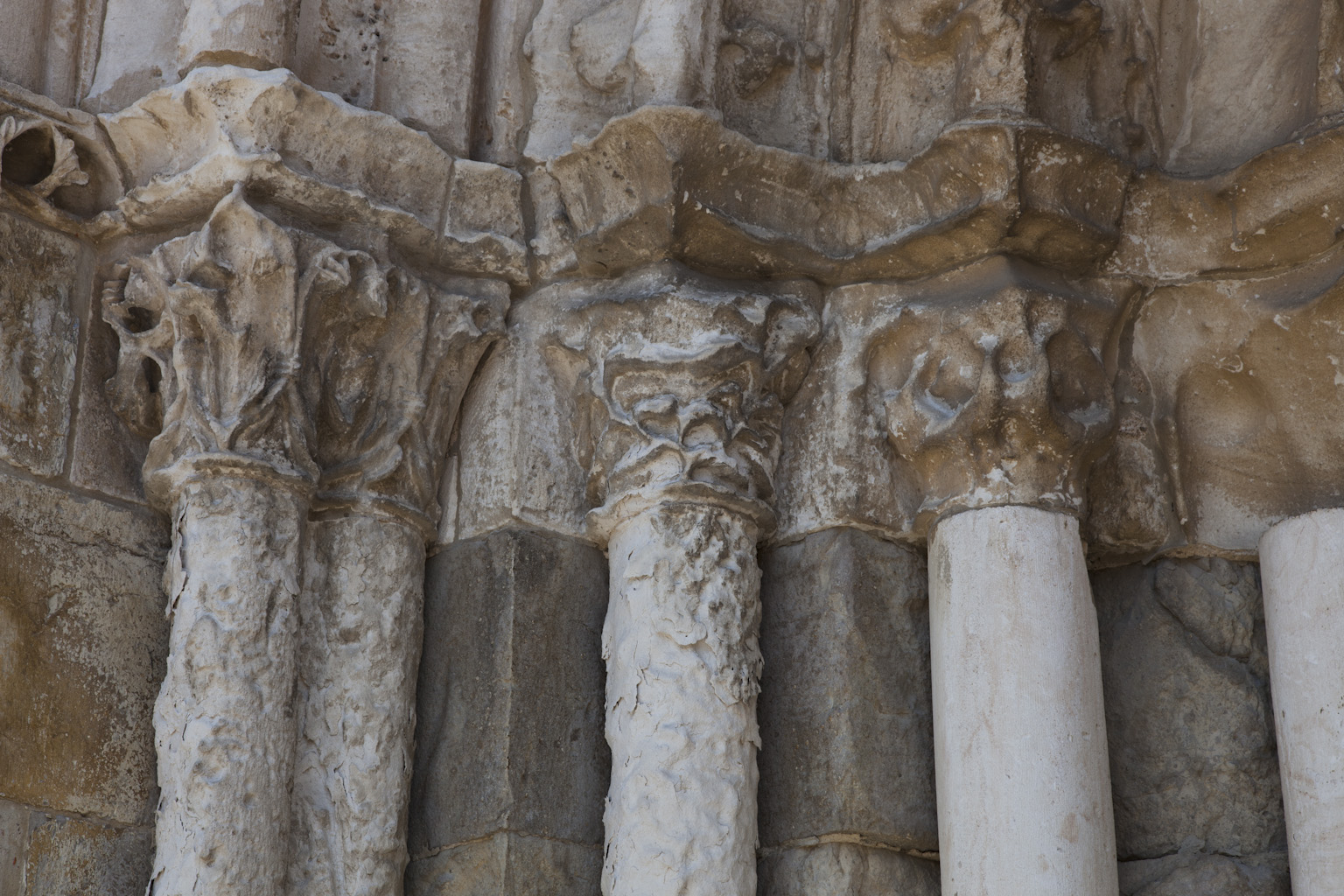
Capitells del portal
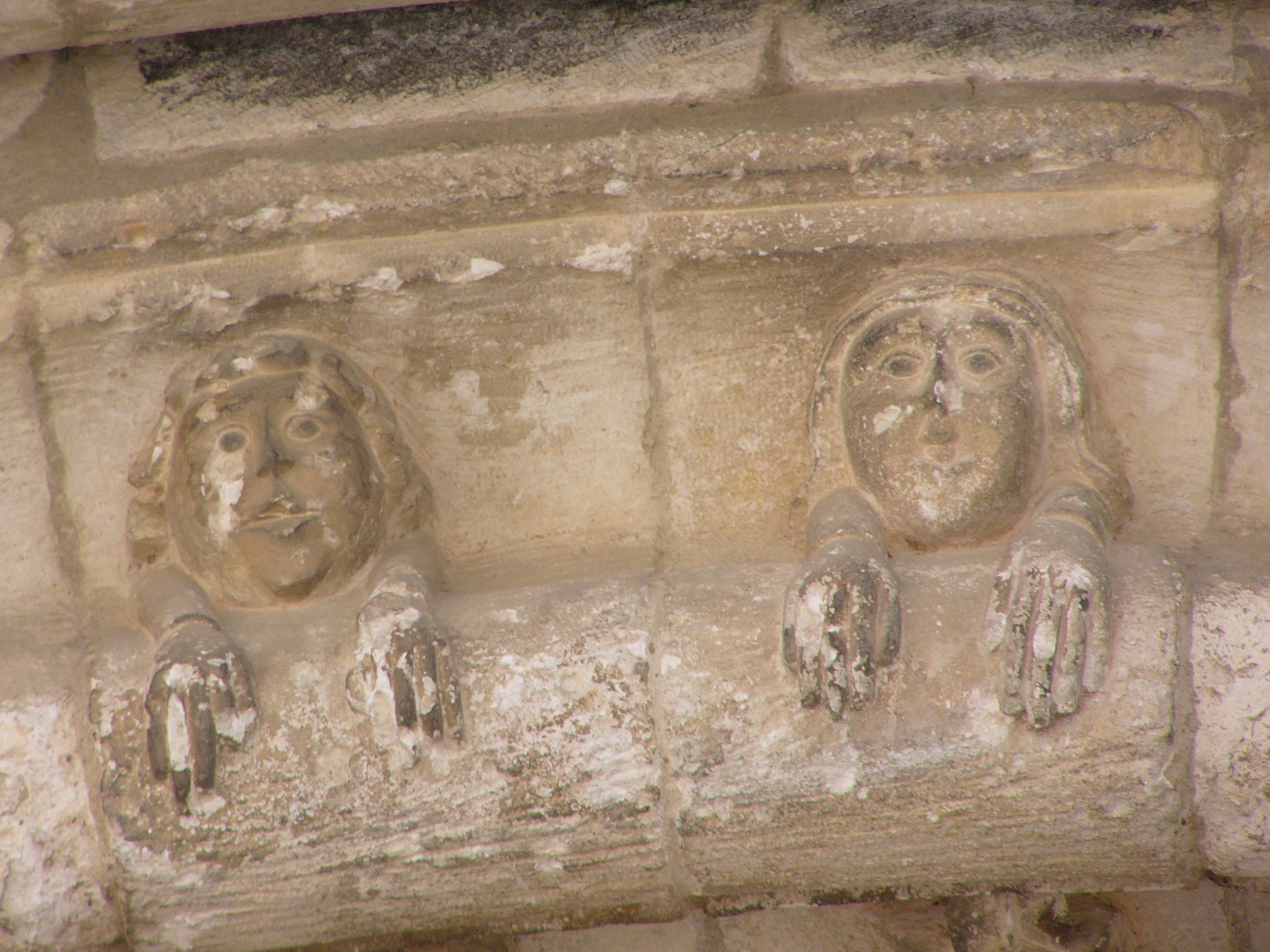
Detall del portal amb figures romàniques
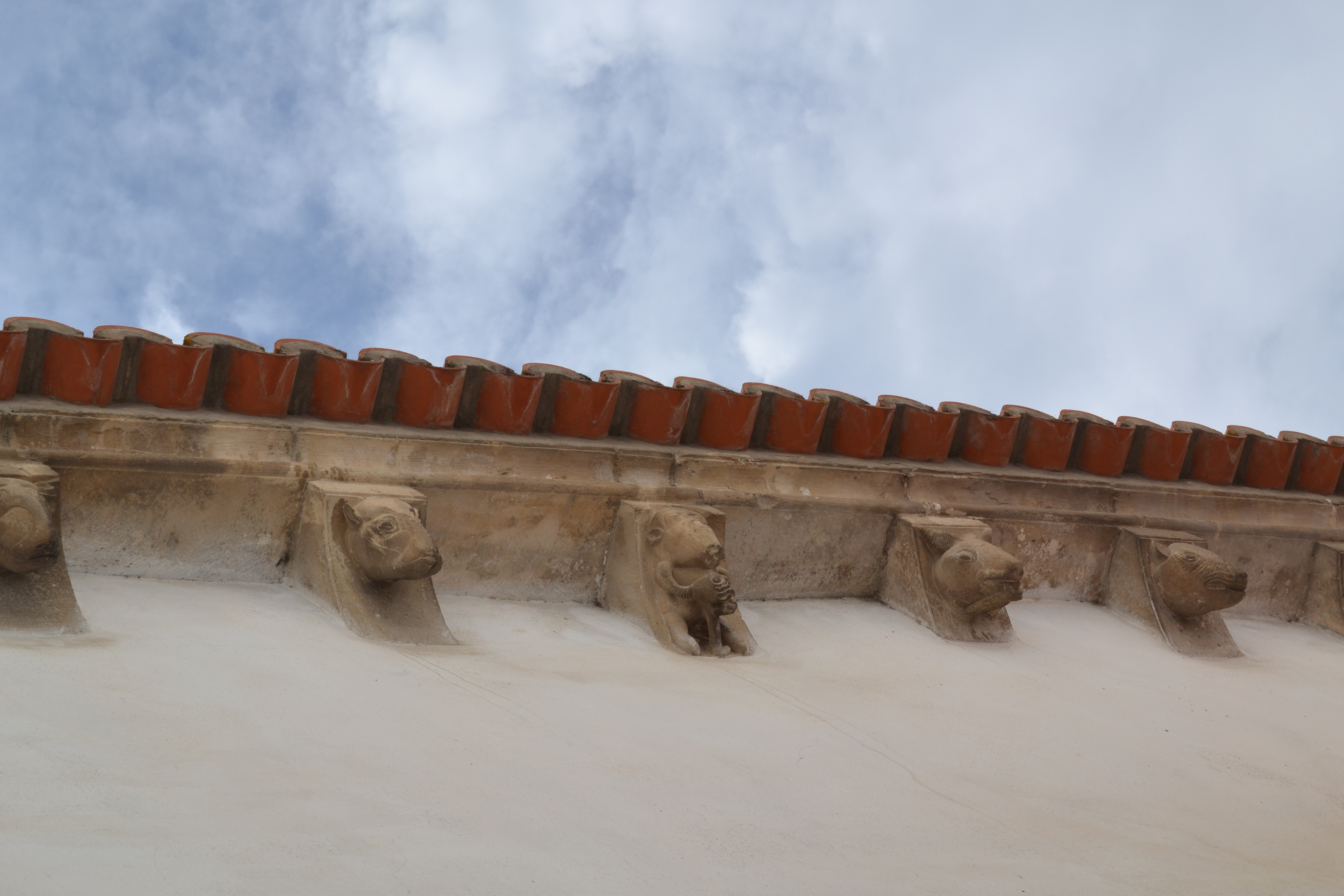
Detall de l'exterior amb figures romàniques
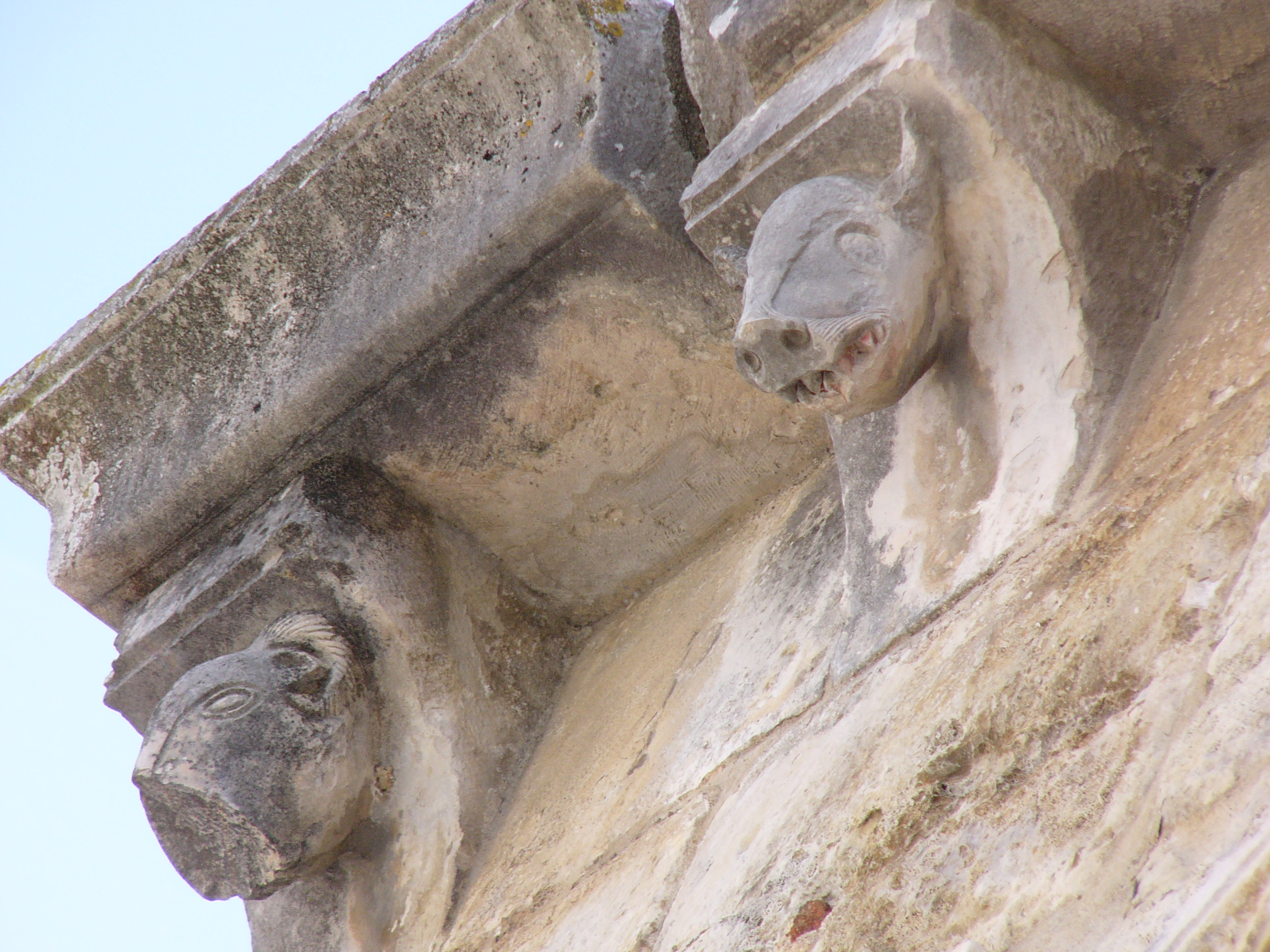
Detall de l'exterior amb figures romàniques